# Aleksandr Grigoryan
Pour les articles homonymes, voir Grigorian.
Aleksandr Vitaliévitch Grigoryan (en russe : Александр Витальевич Григорян) est un entraîneur russo-arménien de football né le 28 septembre 1966 à Erevan.

## Biographie

### Débuts d'entraîneur et succès dans le football féminin (1991-2009)
Natif d'Erevan, dans la RSS d'Arménie, Grigoryan s'installe à Kislovodsk à l'âge de six ans, ville où il se met au football mais n'y effectue pas de carrière de joueur professionnel, choisissant de se consacrer au métier d'entraîneur dès l'âge de 20 ans. Intégrant à l'âge de 25 ans l'encadrement technique du club local de Kislovodsk, l'Asmaral, à partir de 1991, il passe par la suite cinq années entre cette équipe et les écoles de sport de la ville avant de connaître de bref passage au Nart Tcherkessk puis au Nika Krasny Souline au cours de l'année 1996, retournant ensuite à Koslovodsk entre 1998 et 1999,.
Connaissant des difficultés à trouver des postes dans le football masculin, il décide de se consacrer au football féminin et devient au mois d'août 1999 entraîneur adjoint dans l'équipe  de l'Energia Voronej, qui est alors une des principales équipes du championnat russe de l'époque. Après deux années, il est nommé à la tête du Lada Togliatti (en) à partir de la saison 2002 et amène l'équipe, sur une période de trois saisons, à un titre de champion de Russie en 2004 ainsi qu'à trois victoires en coupe nationale. Passant ensuite l'année 2006 avec le Nadjda Noguinsk, Grigoryan devient à partir de 2007 l'entraîneur principal du Zvezda 2005. Sous ses ordres, le club devient champion national trois fois de suite entre 2007 et 2009 et remporte également la coupe en 2007. Son plus grand succès est l'accession à la finale de la Coupe féminine de l'UEFA en 2009, avec un parcours qui le voit notamment battre le Brøndby IF et l'Umeå IK. Il est cependant renvoyé à l'issue du match aller de la finale après avoir été défait lourdement à domicile sur le score de 6-0 par l'équipe allemande de Duisbourg.

### Retour dans le football masculin (2009-2018)
Quelques jours seulement après ce renvoi, il fait son retour dans le football masculin en devenant entraîneur principal du FK Nijni Novgorod en deuxième division au mois de juin 2009, bien que seulement de facto, ne possédant pas les diplômes nécessaires pour occuper ce poste aux yeux des organisateurs. Amenant l'équipe à la treizième place à la fin de l'année, il termine ensuite troisième du classement lors de la saison 2010, à seulement un point du Volga Nijni Novgorod et de la promotion en première division. Quittant le club à l'issue de ce dernier exercice, il est ensuite nommé à la tête du FK Khimki entre janvier et juillet 2011 avant de devenir entraîneur du SKA-Energia Khabarovsk à partir du mois d'octobre de la même année. Amenant l'équipe en onzième position à l'issue de la saison 2011-2012, il quitte son poste au mois de décembre 2012 à la suite de plusieurs conflits avec ses dirigeants, bien que le club se classe alors troisième de la deuxième division.
Après un bref passage au troisième division avec le Machouk-KMV Piatigorsk entre février et juin 2013, qui le voit terminer cinquième de la poule Sud en fin de saison 2012-2013, Grigoryan retrouve dans la foulée le deuxième échelon en prenant la tête du Luch-Energia Vladivostok, où il termine huitième lors de l'exercice 2013-2014 avant de s'en aller à la fin du mois de novembre 2014 pour rejoindre le FK Tosno. Après seulement trois mois au club, il démissionne à la fin du février 2015 pour des raisons familiales, bien que qualifiant tout de même son passage comme étant une « erreur »,.
Restant sans poste pendant quelques mois, il effectue un bref passage en tant qu'adjoint dans le club ouzbek du Pakhtakor Tachkent entre juillet et août 2015 avant de reprendre le poste d'entraîneur du SKA-Khabarovsk lors de ce dernier mois. Après avoir terminé quatorzième de la deuxième division pour la saison 2015-2016, sa première partir de saison suivante est plus productive, le club se classant troisième à la trêve hivernale. Il ne termine cependant pas l'exercice au SKA, étant nommé à la tête de l'Anji Makhatchkala au début du mois de janvier 2017 et effectuant ainsi ses premiers pas dans la première division du football russe masculin. Après avoir mené l'équipe au maintien à l'issue de la saison en finissant douzième, il démissionne dès le mois d'août en raison de mauvais résultats lors du début d'exercice 2017-2018. Il effectue ensuite un bref passage en troisième division à l'Ararat Moscou entre les mois d'août et octobre avant de s'en aller alors que le club est largement leader de son groupe. Selon les versions, ce départ est le fruit d'une démission de Grigoryan ou d'un renvoi du fait de problèmes croissants liés à sa communication « grossière » avec ses joueurs et dirigeants.
À la fin de l'année 2017, Grigoryan effectue son retour au Luch-Energia Vladivostok. Cette nomination est cependant très mal accueillie par les supporters, qui ne lui ont notamment pas pardonné son départ au FK Tosno en décembre 2014 ainsi que ses passages au SKA-Khabarovsk, grand rival local, et expriment leur mécontentement par le biais d'autocollants et de banderoles ainsi que des messages insultants par téléphone,. La situation ne s'améliore pas au fil des mois, au point que Grigoryan appelle la fédération à prendre des mesures punitives contre les supporters du club au début du mois d'avril 2018. Après de nouveaux incidents lors de la rencontre qui suit, avec notamment l'envoi d'un coq sur la pelouse, tandis que l'équipe lutte pour son maintien en deuxième division, Grigoryan est finalement renvoyé de son poste le 20 avril. L'intéressé reconnaît par la suite que sa nomination a été une « grossière erreur » de sa part et de sa direction.

### Entre le football féminin et masculin (depuis 2018)
Grigoryan retrouve le football féminin en août 2018 en prenant la tête du CSKA Moscou, avec qui il termine quatrième du championnat 2018. Ce deuxième passage dans le monde féminin se termine cependant dès le mois d'avril 2019 tandis que Grigoryan devient l'entraîneur du FK Tambov, avec qui il termine premier de la deuxième division à l'issue des dernières rencontres de la saison 2018-2019 et qu'il amène ainsi à la promotion. Il quitte cependant son poste dès la mi-octobre 2019 alors que le club se classe dernier du championnat après treize journées.
Dès le mois suivant, il quitte la Russie pour s'engager avec l'équipe arménienne de l'Urartu Erevan, qui se classe huitième du championnat après quatorze journées, et qu'il amène ensuite à la septième place en fin de saison. Alors que le club se classe sixième au cours de l'exercice suivant, Grigoryan quitte ses fonctions le 11 mars 2021.
Deux mois plus tard, le 20 mai, Grigoryan est nommé à la tête de l'Alashkert Erevan avec qui il remporte les trois derniers matchs de la saison pour remporter le titre de champion. Il permet par la suite au club d'atteindre la phase de groupes de la Ligue Europa Conférence, devenant la première équipe arménienne à réaliser cette performance. Au cours du mois de juillet, il quitte temporairement ses fonctions d'entraîneur pour des raisons familiales. Il démissionne définitivement le 20 septembre suivant alors qu'Alashkert connaît un très mauvais début de saison en championnat avec seulement deux points en cinq matchs.
Dans la foulée, Grigoryan retrouve une nouvelle fois le football féminin où il reprend la tête du CSKA Moscou le 30 septembre.

## Statistiques
| FK Nijni Novgorod        | 8 juin 2009       | 30 décembre 2010  | 66  | 33  | 11 | 22  | 50,0 |
| FK Khimki                | 1er janvier 2011  | 5 juillet 2011    | 19  | 5   | 6  | 8   | 26,3 |
| SKA-Energia Khabarovsk   | 7 octobre 2011    | 25 décembre 2012  | 40  | 16  | 14 | 10  | 40,0 |
| Machouk-KMV Piatigorsk   | 1er février 2013  | 6 juin 2013       | 12  | 5   | 3  | 4   | 41,7 |
| Luch-Energia Vladivostok | 7 juin 2013       | 30 novembre 2014  | 66  | 27  | 19 | 20  | 40,9 |
| FK Tosno                 | 1er décembre 2014 | 24 février 2015   | 5   | 1   | 1  | 3   | 20,0 |
| SKA-Khabarovsk           | 27 août 2015      | 5 janvier 2017    | 64  | 28  | 17 | 19  | 43,8 |
| Anji Makhatchkala        | 6 janvier 2017    | 12 août 2017      | 20  | 3   | 4  | 13  | 15,0 |
| Ararat Moscou            | 16 août 2017      | 26 octobre 2017   | 12  | 10  | 1  | 1   | 83,3 |
| Luch Vladivostok         | 23 décembre 2017  | 19 avril 2018     | 9   | 2   | 2  | 5   | 22,2 |
| FK Tambov                | 22 avril 2019     | 19 octobre 2019   | 20  | 5   | 4  | 11  | 25,0 |
| Urartu Erevan            | 25 novembre 2019  | 9 mars 2021       | 26  | 12  | 6  | 8   | 46,2 |
| Alashkert Erevan         | 20 mai 2021       | 20 septembre 2021 | 15  | 5   | 5  | 5   | 33,3 |
| Kouban Krasnodar         | 17 mai 2023       | 11 septembre 2023 | 12  | 2   | 3  | 7   | 16,7 |
| Total                    | Total             | Total             | 386 | 154 | 96 | 136 | 39,9 |

## Palmarès

### Football féminin
Lada Togliatti
- Champion de Russie en 2004.
- Vice-champion de Russie en 2005.
- Vainqueur de la Coupe de Russie en 2002, 2003 et 2004.

 Zvezda 2005
- Finaliste de la Coupe féminine de l'UEFA en 2009.
- Champion de Russie en 2007, 2008 et 2009.
- Vainqueur de la Coupe de Russie en 2007.
- Finaliste de la Coupe de Russie en 2008 et 2009.

### Football masculin
FK Tambov
- Champion de Russie de deuxième division en 2019.

 Alashkert Erevan
- Champion d'Arménie en 2021.